# Carl Henrik Munthe
Carl Henrik Munthe, född 11 november 1833 i Stockholm, död 12 juli 1920 i Boo församling, var en svensk jurist och amatörmusiker (barytonsångare). Han var son till Henrik Mathias Munthe.
Munthe blev 1852 student vid Uppsala universitet, där han avlade hovrättsexamen 1857 och kameralexamen samma år. Han blev auskultant i Svea hovrätt samma år, extra ordinarie notarie  samma år, vice häradshövding 1860, extra ordinarie fiskal i Svea hovrätt 1861, adjungerad ledamot där 1865, ordinarie fiskal 1867 och assessor 1869. Munthe var hovrättsråd vid Svea hovrätt 1880–1899. Han invaldes som ledamot nr 312 av Kungliga Musikaliska Akademien den 26 mars 1903 och var styrelseledamot av akademien 1909–1914. Han var även ordförande i Mazerska kvartettsällskapet 1903–1905. Munthe blev riddare av Nordstjärneorden 1881 och kommendör av andra klassen av samma orden 1897. Han vilar på Norra begravningsplatsen utanför Stockholm.